# فراری اف‌ایکس‌ایکس
فراری اف‌ایکس‌ایکس یک ماشین مسابقه است که توسط شرکت فراری در مارانلو ساخته شده‌است. نسخه خیابانی اف ایکس ایکس انزو است. تولید فراری اف‌ایکس‌ایکس در سال ۲۰۰۵ آغاز شد.